# Robert Chen
Robert Chen (陳慕融; pinyin: Chén Mùróng) (ca. 1969) es un violinista nacido en Taiwán, concertino de la Orquesta Sinfónica de Chicago desde 1999. Se recibió de maestro en música en la Escuela Juilliard donde estudió con Dorothy DeLay y Masao Kawasaki.

## Datos biográficos
Nacido en Taipéi, Taiwán, en aproximadamente 1969 Chen empezó estudiar el violín a la temprana edad de siete años. Inmigró con su familia a Los Ángeles donde estudió con Robert Lipsett. Chen adelantó muy deprisa, debutando con el Los Ángeles Philharmonic a la edad de doce y participando en las clases con el legendario violinista Jascha Heifetz. Hoy es un músico activo , trabaja con un número de ensembles además de ser el concertino de La Orquesta Sinfónica de Chicago. Tiene una versión personalmente editada de la parte de violín para Johannes Brahms primera sinfonía, disponible a través de la Ovation Press en línea.
Sus actividades como solista incluyen presentaciones con la Orquesta Filarmónica de Los Ángeles, la Orquesta Radiofónica de Suecia, Asia Philharmonic Orquesta, Orquesta Filarmónica de Moscú, Japón Nuevo Philharmonic, Orquesta Sinfónca Nacional de Taiwán, Orquesta del Komische Oper Berlín, NDR Orquesta de Hannover, y Bournemouth Sinfonía. En 2000 haga su concierto de Orquesta de Sinfonía de Chicago debut con Maestro Daniel Barenboim. Chen ha sido un huésped frecuente en festivales de música importantes que incluyen el Marlboro Festival de Música, Festival de Música de la Aspen, La Jolla Summerfest, y el Schloss-Moritzburg Festival en Dresde, donde ha colaborado con Emanuel Hacha y Richard Goode. Chen ha colaborado también con Daniel Barenboim, Itzhak Perlman, Pinchas Zukerman, y Yo Yo Ma, tanto en la sala de la orquesta en Chicago como en el Carnegie Hall, en Nueva York.
Chen ha ganado premios importantes como en la competición de violín internacional de Hanover en 1994, en Taipéi (1988), en el Festival de Música de Aspen (1986). Ha grabado la música de Chaikovski, incluyendo el concierto de violín, para la marca Berlín Klassics.

## Vida personal
Robert Chen vive con su mujer, Laura Chen, y es el padre de dos niños, Beatrice Chen y Noah Chen.